# Кушнюршор
Кушнюршор (устар. Куш-Нюр-Шор) — река в России, протекает по Республике Коми. Устье реки находится в 108 км по левому берегу реки Нижняя Кузью. Длина реки составляет 10 км.
Система водного объекта: Нижняя Кузью → Малая Визинга → Сысола → Вычегда → Северная Двина → Белое море.

## Данные водного реестра
По данным государственного водного реестра России относится к Двинско-Печорскому бассейновому округу, водохозяйственный участок реки — Вычегда от истока до города Сыктывкар, речной подбассейн реки — Вычегда. Речной бассейн реки — Северная Двина.
Код объекта в государственном водном реестре — 03020200112103000019669.